# Каракара гваделупська
Каракара гваделупська (Caracara lutosa) — вимерлий вид хижих птахів родини соколових (Falconidae). Тривалий час вважався підвидом каракари аргентинської (Caracara plancus) і визнаний окремим видом у 2000 році.

## Історія
Птах був ендеміком острова Гвадалупе біля північно-західного узбережжя Мексики. У 1876 році вид був ще досить поширений по всьому острову. Місцеві фермери навмисне винищували птаха, вважаючи що він полював на їхніх кіз. Очевидно, що роль каракари як хижака була значно перебільшена, тому що каракара була швидше падальником, ніж активним хижаком. Ці птахи не боялися людей, тому ставали легкою здобичю. 1 грудня 1900 року колекціонер Ролло Бек вполював 11 птахів і з них зберіг дев'ять як наукові зразки. Можливо, він застрелив останніх каракарів на острові Гвадалупе. У 1903 році було ще одне непідтверджене спостереження виду. У 1906 році не знайшли жодної гваделупської каракари.
Близько 35 екземплярів (шкіри, скелети та два яйця) зберігаються у музейних колекціях. Зразки доступні для демонстрації в Чикаго, Вашингтоні та Лондоні. Разом з птахом вимерла воша Acutifrons caracarensis.